# Zespół wielotorbielowatych jajników

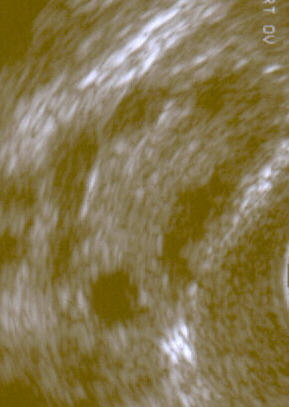
Wielotorbielowaty jajnik na obrazie ultrasonograficznym

Zespół wielotorbielowatych jajników, zespół policystycznych jajników (łac. syndroma ovariorum policysticum), wielotorbielowatość jajników, zespół Steina-Leventhala, PCOS (od ang. polycystic ovary syndrome) – zaburzenie endokrynne dotykające 10–15% kobiet w okresie reprodukcyjnym. Występuje wśród wszystkich ras i narodowości oraz jest najczęstszym zaburzeniem hormonalnym u kobiet w wieku rozrodczym, a także najczęstszą przyczyną niepłodności. Objawy oraz stopień ich nasilenia różnią się bardzo w zależności od jednostkowych przypadków zachorowań. Przyczyny zespołu są nieznane, ale wiadomo, że insulinooporność (często wtórna do otyłości) jest silnie z nim powiązana (wykazuje wysoki stopień korelacji).

## Historia
Zespół wielotorbielowatych jajników został po raz pierwszy rozpoznany w 1935 roku przez dwóch amerykańskich lekarzy: Irvinga F. Steina, Sr. i Michael L. Leventhala, od nazwisk których powstała pierwotna nazwa tego schorzenia.
Najwcześniejsza publikacja opisująca pacjentkę z objawami, które współcześnie uznajemy za zespół wielotorbielowatych jajników, pochodzi z Italii z roku 1721. Patomorfologiczne opisy jajników ze zmianami wielotorbielowatymi pochodzą z roku 1844.

## Patogeneza
PCOS rozwija się, gdy jajniki są stymulowane przez nadmierne ilości męskich hormonów (androgenów), w szczególności testosteronu lub DHEA-S oraz przez nadmierne uwalnianie hormonu luteinizującego (LH) albo wysoki poziom insuliny we krwi (hiperinsulinemia) u tych kobiet, których jajniki są czułe na ten bodziec.

## Definicja
Rozpoznanie zespołu wielotrobielowatych jajników jest ustalane na podstawie jednego z dwóch używanych zestawów kryteriów diagnostycznych:

### Kryteria NIH (amerykańskich Narodowych Instytutów Zdrowia)
W 1990 roku warsztaty konsensusowe sponsorowane przez NIH/NIHCD ustaliły, że u pacjentki można rozpoznać PCOS, jeśli posiada:
- objawy nadmiaru androgenów (kliniczne lub biochemiczne)
- rzadkie owulacje
- inne jednostki, które mogłyby spowodować wykluczenie zespołu wielotorbielowatych jajników.

### Kryteria rotterdamskie
W 2003 roku w Rotterdamie odbyły się warsztaty konsensusowe, sponsorowane przez ESHRE/ASRM, które wskazują
na rozpoznanie PCOS w przypadku zgodności dwóch spośród trzech kryteriów:
- rzadkie owulacje lub brak owulacji
- objawy nadmiaru androgenów (kliniczne lub biochemiczne)
- torbielowate jajniki – co najmniej 12 powiększonych pęcherzyków w jajniku (stwierdzonych w ultrasonografii ginekologicznej) lub objętość jajników większa niż 10 cm3 oraz gdy inne przyczyny PCOS są wykluczone.

Definicja Rotterdamska jest szersza, włączająca większą liczbę pacjentek, szczególnie bez nadmiaru androgenów, podczas gdy w definicji NIH/NICHD nadmiar androgenów jest wymogiem (warunkiem koniecznym). Krytycy utrzymują, że wyniki uzyskane z badań nad pacjentkami z nadmiarem androgenów niekoniecznie mogą być ekstrapolowane (przekładane) na pacjentki bez nadmiaru androgenów.

## Objawy i przebieg
Zespół wielotorbielowatych jajników jest chorobą ingerującą w wiele procesów w organizmie. Zmiany stężeń i stosunku różnych hormonów powodują objawy z różnych układów i prowadzą do wielorakich konsekwencji zdrowotnych. Podstawowe, najczęściej występujące zmiany w gospodarce hormonalnej to:
- podniesiony poziom męskich hormonów płciowych (androgenów)
- podniesiony poziom insuliny i insulinooporność (niekonieczne do postawienia diagnozy)
- wyższa wartość stosunku LH do FSH (niekonieczne do postawienia diagnozy)

Powyższe zmiany hormonalne wywołują następujące objawy:
- rzadkie, nieregularne lub nieobecne cykle miesiączkowe (oligomenorrhea, amenorrhea). Cykle, które występują, mogą być połączone z masywnymi krwawieniami (należy sprawdzić to u ginekologa, gdyż masywne krwawienia są także wczesnymi oznakami raka endometrium, na którego kobiety z PCOS są bardziej narażone)
- niepłodność, wynikająca głównie z braku owulacji
- hirsutyzm i czasem maskulinizacja spowodowane podwyższonym poziomem androgenów
- centralna otyłość – tkanka tłuszczowa skoncentrowana głównie w dolnej części tułowia
- łysienie androgeniczne (męski wzór łysienia)
- trądzik, przetłuszczająca się skóra, łojotok
- rogowacenie ciemne (ciemne plamki na skórze, od jasnobrązowych po ciemnobrązowe i czarne)
- przedłużony czas trwania zespołu napięcia przedmiesiączkowego, wśród objawów występują: wzdęcia, zmiany nastroju, ból w miednicy, bóle pleców.
- bezdech senny
- chroniczny ból w miednicy, prawdopodobnie z powodu ucisku w miednicy wywołanego przez powiększone jajniki, chociaż rzeczywista przyczyna nie jest znana

### Nieprawidłowości stwierdzane w badaniach dodatkowych
- liczne torbiele w jajnikach, które w badaniu ultrasonograficznym mogą wyglądać jak sznur pereł
- jajniki powiększone o ponad 12 cm3, co jest spowodowane przerostem zrębu i licznymi torbielami
- wysoki poziom insuliny (hiperinsulinemia)
- wysoki poziom testosteronu i androstendionu
- stosunek LH do FSH jest większy niż 2 przy badaniu w trzecim dniu cyklu
- zaburzenia gospodarki lipidowej (hipertriglicerydemia, obniżony poziom cholesterolu HDL)
- niski poziom białka wiążącego hormony płciowe (SHBG)
- DHEA w normie lub podwyższone maksymalnie o 30%
- DHEA-S podwyższone u 40–70% osób[4]
- prolaktyna w normie lub podwyższona maksymalnie o 30%

### Ryzyko chorób współistniejących i długoterminowe konsekwencje zdrowotne
Kobiety z PCOS mają większe prawdopodobieństwo wystąpienia:
- rozrostu endometrialnego i raka endometrialnego (rak wyścieliska macicy). U kobiet z PCOS, mających rzadkie miesiączki, może dochodzić do nadmiernego rozrostu endometrium z powodu zbyt rzadkiego złuszczania się błony śluzowej macicy. Prawdopodobnie pacjentki są bardziej narażone na raka endometrium również z powodu nadmiaru samego wyścieliska macicy, a także z niedostatku progesteronu dającego w wyniku przedłużoną stymulację komórek macicy estrogenem.
- cukrzycy typu II i cukrzycy ciężarnych. Z powodu mniejszej wrażliwości na insulinę i insulinooporności u osób z PCOS zaburzona jest gospodarka cukrowa. Podwyższony poziom cukru, jak i częsta u kobiet z PCOS otyłość, sprzyjają rozwojowi cukrzycy typu drugiego. Chorym zaleca się sprawdzanie przynajmniej raz w roku glikemii (poziomu cukru) na czczo, a osobom z podwyższonym wynikiem - robienie testu tolerancji glukozy.
- otyłości
- nadciśnienia tętniczego
- dyslipidemii
- chorób układu sercowo-naczyniowego

Niektóre dane sugerują, że kobiety z PCOS mają większe ryzyko poronienia. Wiele kobiet z PCOS w ogóle ma problemy z zajściem w ciążę, ze względu na nieregularność cykli miesięcznych, rzadko występujące owulacje lub brak owulacji.

## Diagnostyka różnicowa
Zanim stwierdzi się PCOS, powinno się wykonać badania w kierunku innych chorób wiążących się z nieregularnymi lub nieobecnymi miesiączkami, jak wrodzony przerost nadnerczy, zespół Cushinga, hiperprolaktynemia oraz inne zaburzenia przysadkowe lub nadnerczowe.

## Leczenie
Leczenie kobiet z zespołem wielotorbielowatych jajników obejmuje łagodzenie objawów i zapobieganie długoterminowym konsekwencjom choroby.

### Otyłość
Kobiety z PCOS często są otyłe (BMI > 30), co nie tylko jest objawem samym w sobie, ale też sprzyja rozwojowi innych chorób często występujących w PCOS, jak zaburzenia lipidowe, choroby naczyniowe, nadciśnienie i inne. Znaczna utrata wagi przez otyłe kobiety z PCOS często skutkuje spontanicznym powrotem miesiączek i owulacji, a co za tym idzie, płodności. Schudnięcie zmniejsza również poziom insuliny i normalizuje gospodarkę glukozą, przez co zmniejsza ryzyko rozwoju cukrzycy typu II. W związku z tym zmiana stylu życia polegająca na zwiększeniu aktywności fizycznej i zmianie diety pozostaje podstawową terapią w PCOS. Wszystkim kobietom z PCOS, również nieotyłym, zaleca się regularny wysiłek fizyczny (docelowo codziennie 30 minut ćwiczeń powodujących pocenie się) i zbilansowaną, niskokaloryczną dietę, składającą się z regularnych posiłków.
Skuteczną metodą leczenia otyłości u kobiet z PCOS było podawanie myo-inozytolu .

### Insulinooporność
Zmniejszenie insulinooporności powodującej utrzymywanie się nadmiernej ilości insuliny we krwi można uzyskać za pomocą niektórych leków hipoglikemizujących, szczególnie metforminy, rosiglitazonu oraz myo-inozytolu . Suplementacja inozytolu i DCI prowadzi do regularnych miesiączek .
Badania wykazały, że stosowanie metforminy u pacjentek z PCOS powoduje nieznaczny spadek poziomu androgenów, wspomaga chudnięcie a nawet przywraca jajeczkowanie. Leczenie metforminą nie jest jednak skuteczne u wszystkich pacjentek – np. osoby z BMI przekraczającym 37 nie reagowały na ten lek.

### Niepłodność
W leczeniu niepłodności kobiet z PCOS poza zmianą stylu życia i metforminą stosuje się lek pobudzający owulację – clomifen. Clomifen stosowany w monoterapii pobudza owulację również u kobiet nie cierpiących na PCOS. Badania wykazują, że w przywracaniu jajeczkowania u pacjentek z wielotorbielowatymi jajnikami clomifen jest tak samo skuteczny jak metformina, jednak jednoczesne leczenie clomifenem i metforminą okazało się skuteczniejsze niż sama metformina.

### Wygląd fizyczny
Nadmierne owłosienie, łojotok i trądzik w PCOS można leczyć tabletkami antykoncepcyjnymi zawierającymi cyproteron, który działa antyandrogennie.